# Stéphane Foucart
Pour les articles homonymes, voir Foucart (homonymie).
Stéphane Foucart est un journaliste français né en 1973. Chargé de la couverture des sciences au sein du journal Le Monde, en particulier la science de l'environnement et les sciences de la Terre, il se fait notamment remarquer pour son enquête sur les Monsanto Papers.

## Biographie
Stéphane Foucart étudie à l'École supérieure de journalisme de Lille (5e promotion de la filière scientifique).
En 2008, il intègre pour deux ans le conseil de gérance de la Société des rédacteurs du journal Le Monde (SRM), et sera reconduit pour trois ans en 2010.

### Enquêtes et controverses
En décembre 2008, il révèle un scandale touchant des chercheurs de l'Institut de physique du globe de Paris (IPGP), plusieurs de leurs travaux dans la revue Earth and Planetary Science Letters (EPSL) ayant été acceptés pour publication par des scientifiques qui étaient à la fois membres de l'IPGP et du comité éditorial d’EPSL. À la suite de ce qui a été qualifié de « liberté prise avec les règles éthiques », le mandat du français Claude Jaupart au comité éditorial d’EPSL n'a pas été reconduit. Stéphane Foucart détaille cette histoire dans son livre L'Avenir du climat : Enquête sur les climato-sceptiques[réf. nécessaire].
Entre juin et octobre 2017, son enquête avec Stéphane Horel, basée sur les Monsanto papers, est publiée en 4 volets dans Le Monde,,. Elle précise les stratégies de Monsanto pour défendre le glyphosate et mène à la création d’une commission spéciale au Parlement européen,. En mai 2019, il apprend que les lobbyistes de Fleishman-Hillard engagés par Monsanto le fichent avec les notes maximales en termes d’audience et de crédibilité dans leur liste (dont la légalité est mise en cause) des opposants au glyphosate ; il porte plainte.
En 2020, Stéphane Foucart et Stéphane Horel, ainsi que le sociologue Sylvain Laurens, publient l'ouvrage Les Gardiens de la raison : Enquête sur la désinformation scientifique enquêtant sur les nouvelles formes de lobbying à l'heure d'internet, menées selon les auteurs par certains industriels et entrainant de nombreux acteurs du monde de la vulgarisation scientifique. Le livre suscite de nombreuses réactions dès sa sortie, de la part des personnes incriminées, mais aussi des médias,.

## Prix et distinctions
- 2012 : prix Diderot-Curien, décerné par l'Association des musées et centres pour le développement de la culture scientifique, technique et industrielle[14],[15] à Stéphane Foucart et Sylvestre Huet.
- 2015 : prix de journalisme de la Société européenne de météorologie pour ses articles sur le changement climatique[16] et le prix Charles-Oulmont-Fondation de France de l'essai littéraire[17].
- 2016 : l'Association des journalistes scientifiques de la presse d’information lui décerne le «prix du journaliste scientifique de l'année»[18],[19] et avec les « félicitations spéciales » de l'Association of British Science Writers (en)(ABSW)[20],[21],[22].
- 2017 : avec Stéphane Horel, grand prix Varenne de la presse quotidienne nationale, pour une série d'articles sur les Monsanto Papers dans Le Monde[23].
- 2018 : avec Stéphane Horel le Prix européen du journalisme d’enquête en mars 2018[9],[18].
- 2021 : prix Alliance contre le tabac (ACT)-Maurice-Tubiana (catégorie "journalistes")[24].
- 2025 : Lauréat, avec Lighthouse Reports, du One World Media Environmental Reporting Award[25].

## Ouvrages
- Le populisme climatique : Claude Allègre et Cie, enquête sur les ennemis de la science, Paris, Denoël, 2010, 320 p. (ISBN 978-2-207-10747-8)[26],[27],[28],[29],[30] Réédité dans une version revue et augmentée, sous le titre : Stéphane Foucart, L'avenir du climat : enquête sur les climato-sceptiques, Paris, Folio, 2015, 432 p. (ISBN 978-2-07-046559-0)
- La fabrique du mensonge : comment les industriels manipulent la science et nous mettent en danger, Paris, Denoël, 2013, 304 p. (ISBN 978-2-207-11514-5)[31].
- Climat : La catastrophe annoncée, Paris, Le Monde // Histoire - Collection Comprendre un monde qui change, 2013, 104 p. (ISBN 978-2-36156-104-8)[32],[33].
- La guerre de Troie a-t-elle eu lieu ? Enquête sur un mythe, Paris, Vuibert, 2014, 128 p. (ISBN 978-2-311-10071-6)[34].
- Des marchés et des dieux : Quand l'économie devient religion, Paris, Grasset, 2018, 272 p. (ISBN 978-2-246-86101-0) – édité en poche en 2020, sous le titre Comment l'économie est devenue une religion  (ISBN 978-2-07-282664-1).
- Et le monde devint silencieux. Comment l'agrochimie a détruit les insectes, Paris, Le Seuil, 2019, 336 p. (ISBN 978-2-02-142742-4)[35],[36].
- Les Gardiens de la raison. Enquête sur la désinformation scientifique, avec Stéphane Horel et Sylvain Laurens, La Découverte, 2020, 368 p.  (ISBN 978-2-348-04615-5)[37].
- Un mauvais usage du monde, Paris, Le Seuil, 2023, 48 p.  (ISBN 978-2-02-153602-7)[38].
- Le Monde est une vallée. Chroniques 2013-2023, Paris, Buchet-Chastel, 2023, 352 p. (978-2-283-03873-4).

### Contributions à des ouvrages collectifs
- Stéphane Foucart, « La religion du Marché », dans Laurent Testot et Laurent Aillet (direction), Collapsus : Changer ou disparaître ? Le vrai bilan sur notre planète, Éditions Albin Michel, 2020, 352 p. (ISBN 978-2-22644-897-2).